# Acea Ato 2
Acea Ato 2 è la società operativa del Gruppo Acea che gestisce il servizio idrico integrato nell'Ambito territoriale ottimale 2 (ATO 2) – Lazio centrale (Roma e altri 111 Comuni del Lazio). L'ATO2, con un'estensione territoriale superiore a 5.000 chilometri quadrati e a circa 3.600.000 abitanti, è il più grande in Italia. Acea ATO2 è Gestore del servizio idrico integrato dal 26 novembre del 2002.
La quota di partecipazione di Acea SpA è pari al 96.46%.

## Attività
La società gestisce tutte le fasi del ciclo tecnologico dell'acqua (captazione, trasporto, distribuzione, raccolta e depurazione) attuando il Piano d'Ambito approvato dall'assemblea dei Sindaci; pianificando e realizzando gli investimenti e sperimentando nuove soluzioni tecnologiche.
La società si occupa inoltre di alimentare e manutenere le fontane pubbliche, artistiche e monumentali; oltre a gestire i servizi idrici accessori come gli impianti di innaffiamento, gli idranti antincendio ecc..